# 青海北ふ頭公園

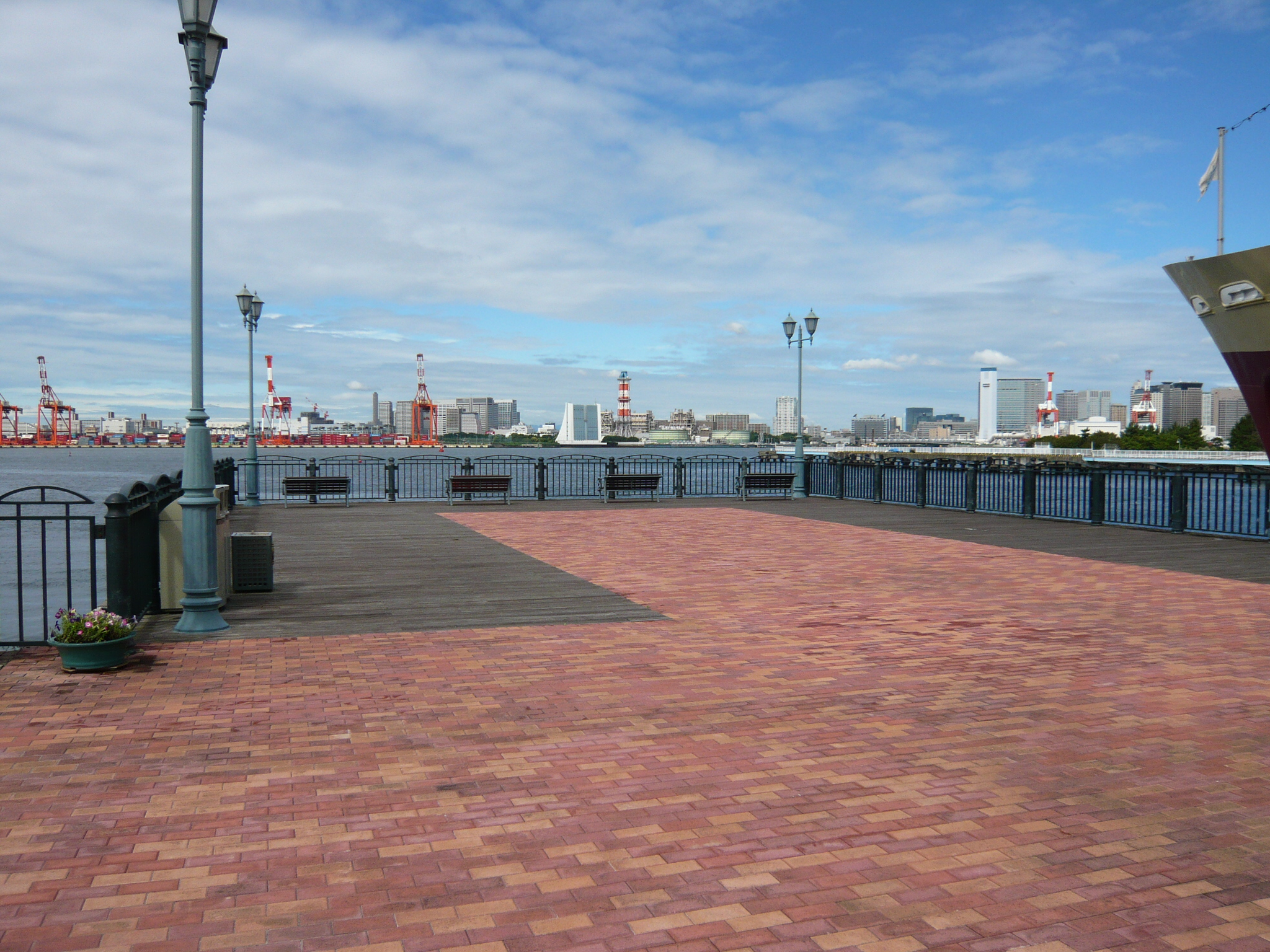
海に向かうベンチ

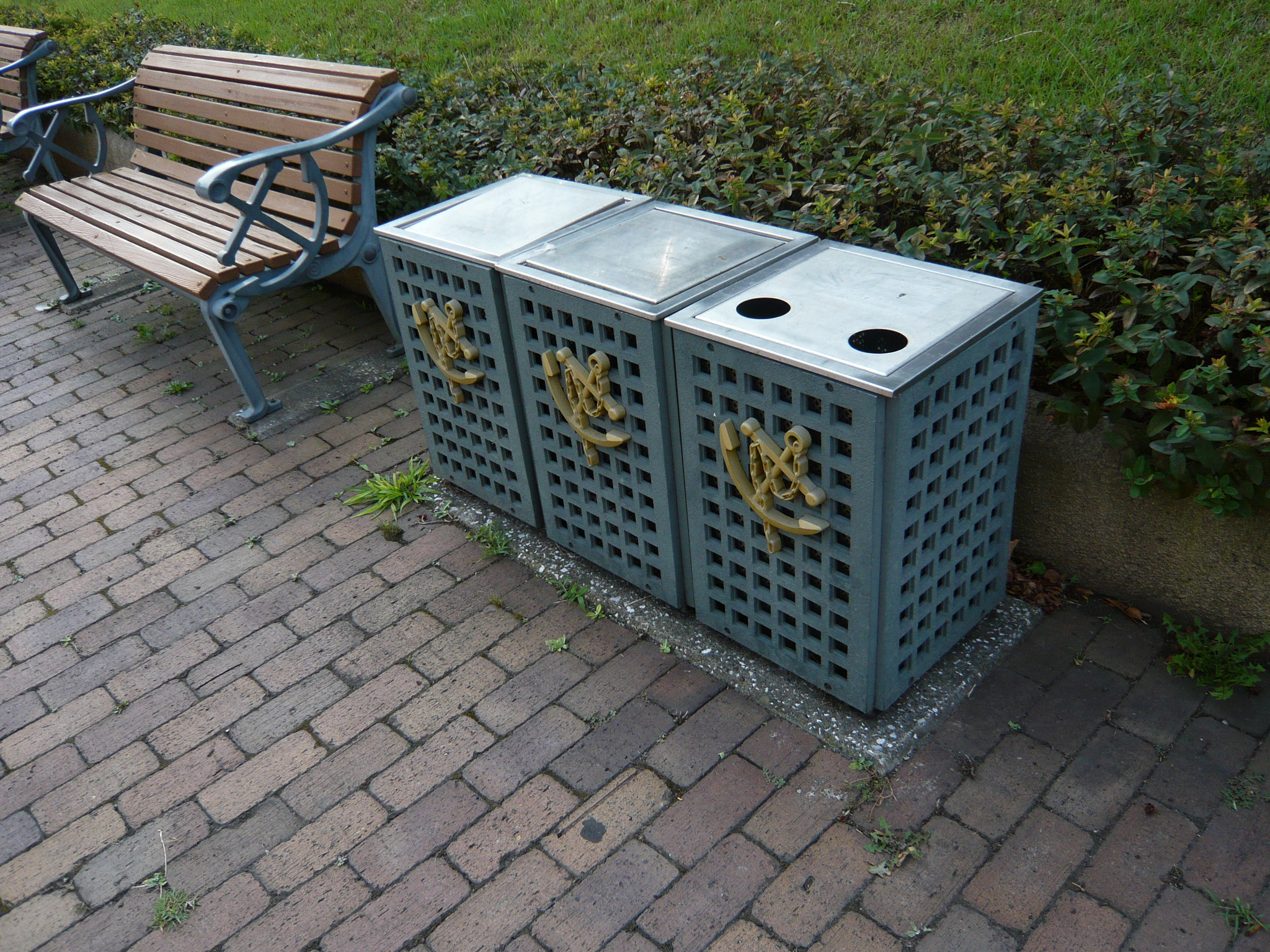
港町風のゴミ箱

青海北ふ頭公園（あおみきたふとうこうえん）は、東京都江東区青海二丁目にある都立の海上公園（ふ頭公園）である。所管は東京都港湾局。

## 概要
北側で東八潮緑道公園と、南側で青海客船ターミナルを隔てて青海南ふ頭公園と隣接する。船の科学館とも近接し、ジョギングや散歩を楽しむ人のコースの一部でもある。（下記参照）
園路には茶色のレンガが敷き詰められ、ボードデッキやベンチやゴミ箱が港町風にデザインされていて、港町の雰囲気が漂う。公園沿いの海には船の科学館の野外展示物である南極観測船「宗谷」が停泊している。海に向かうベンチからは特に景色が綺麗に見える。
2020年には、公園に近接して大型クルーズ客船が発着する「東京国際クルーズターミナル」が開業した。

### 散歩・ジョギングコース
信号が無い・車が通らない・夜でも比較的明るい・景色が良い・通路が整備されているなどという点から、下記のコースは犬の散歩・ウォーキング・ジョギング・サイクリングなどの定番コースである。下記コースは全て隔たり無く連結している。徒歩では片道1時間程度。ただし台場公園はサイクリング不可。
- 台場公園⇔お台場海浜公園⇔潮風公園⇔東八潮緑道公園⇔青海北ふ頭公園⇔青海南ふ頭公園

## アクセス
- ゆりかもめ東京国際クルーズターミナル駅から徒歩2分。
- 都バス海01系統、波01系統、急行05系統「東京国際クルーズターミナル駅前」・「日本科学未来館前」下車、徒歩2分。

## 周辺施設
- 東京国際交流館
- 日本科学未来館
- 船の科学館

体験教室プール - 旧シーサイドプール（2008年に遊泳プールとしては営業終了）
- 東京湾岸警察署